# Sharaz-de - Contos de As Mil e Uma Noites
Sharaz-de - Contos de As Mil e Uma Noites é um romance gráfico criado pelo quadrinista italiano Sergio Toppi com base n'As Mil e Uma Noites. Foi publicado originalmente na Itália na revista Alter alter a partir de 1979 e, depois, publicado de forma integral em 1984 pela editora Milano Libri Edizioni. A edição mais recente foi lançada em 2001 pela Edizioni Di em dois volumes, tendo sido esta a base para a edição lançada no Brasil em 2016 pela Figura Editora. O primeiro volume da edição brasileira ganhou o Troféu HQ Mix de "melhor adaptação para os quadrinhos" e de "melhor publicação de clássico" em 2017.